# Kevin Maguire (Comiczeichner)

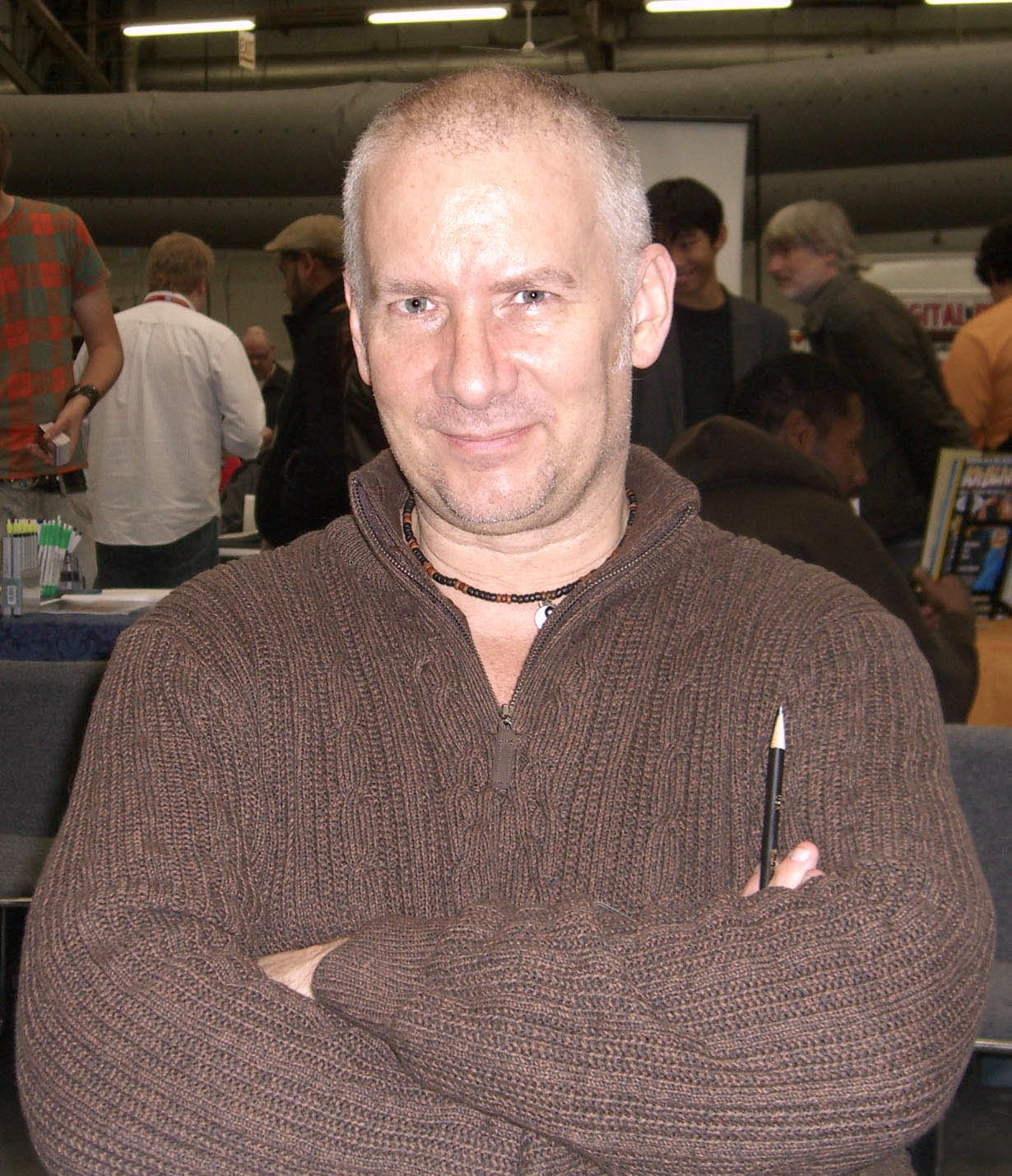
Kevin Maguire 2009

Kevin Maguire (* 9. September 1960 in Kearny, New Jersey) ist ein US-amerikanischer Comiczeichner und -autor, der durch seine Arbeit an der DC-Comic-Serie Justice League (JLA) in den späten 1980er Jahren bekannt wurde. Er arbeitete meist mit den Autoren Keith Giffen und J.M. DeMatteis zusammen, häufig auch mit Fabian Nicieza.
Später hat er die ersten drei Teile der vierteiligen Prestige-Miniserie The Adventures of Captain America – Sentinel of Liberty (Marvel Comics; deutsche Ausgabe bei Panini) gezeichnet und eine Vielzahl von Covern für mehrere Serien gestaltet. 1997 erschien Trinity Angels (Acclaim Entertainment), die erste Serie, bei der er nicht nur als Zeichner, sondern auch als Szenarist mitwirkte.
Kevin Maguire zeichnet und schreibt mittlerweile hauptsächlich Miniserien und Sonderhefte.
2004 erhielt er gemeinsam mit Giffen, DeMatteis und Joe Rubinstein den Eisner Award in der Kategorie Best Humor Publication für die sechsteilige Miniserie Formerly Known as the Justice League.

## Werke (Auswahl)
- Teen Titans (1992)
- StrikeBack! (1995)
- JLA: Created Equal 1 + 2 (2000), deutsche Ausgabe: DC Premium 14 (Panini)
- X-Men Forever (2001), deutsche Ausgabe: Marvel Exklusiv 38 (Panini)
- Formerly Known as The Justice League (2004), deutsche Ausgabe: DC Premium 37 (Panini)
- JLA Classified (2005)
- Defenders (2005)